# Ciudnîțea, Hoșcea
Ciudnîțea (în ucraineană Чудниця) este un sat în comuna Krasnosillea din raionul Hoșcea, regiunea Rivne, Ucraina.

## Demografie
Componența lingvistică a localității Ciudnîțea
     Ucraineană (98,5%)
     Alte limbi (1,16%)
Conform recensământului din 2001, majoritatea populației localității Ciudnîțea era vorbitoare de ucraineană (98,5%), existând în minoritate și vorbitori de alte limbi.